# Zamarada vidua
Zamarada vidua är en fjärilsart som beskrevs av Claude Herbulot 1979. Zamarada vidua ingår i släktet Zamarada och familjen mätare. Inga underarter finns listade i Catalogue of Life.